# Maniola rubriceps
Maniola rubriceps är en fjärilsart som beskrevs av Herz. Maniola rubriceps ingår i släktet Maniola och familjen praktfjärilar. Inga underarter finns listade i Catalogue of Life.